# Salsa (tánc)
A salsa egy világszerte elterjedt társasági tánc neve, mely az utcai latin táncokhoz sorolható. A név közvetlen jelentése fűszeres szósz, mely eredetileg a salsa zenére vonatkozott, de elterjedten használják a tánc jelölésére.

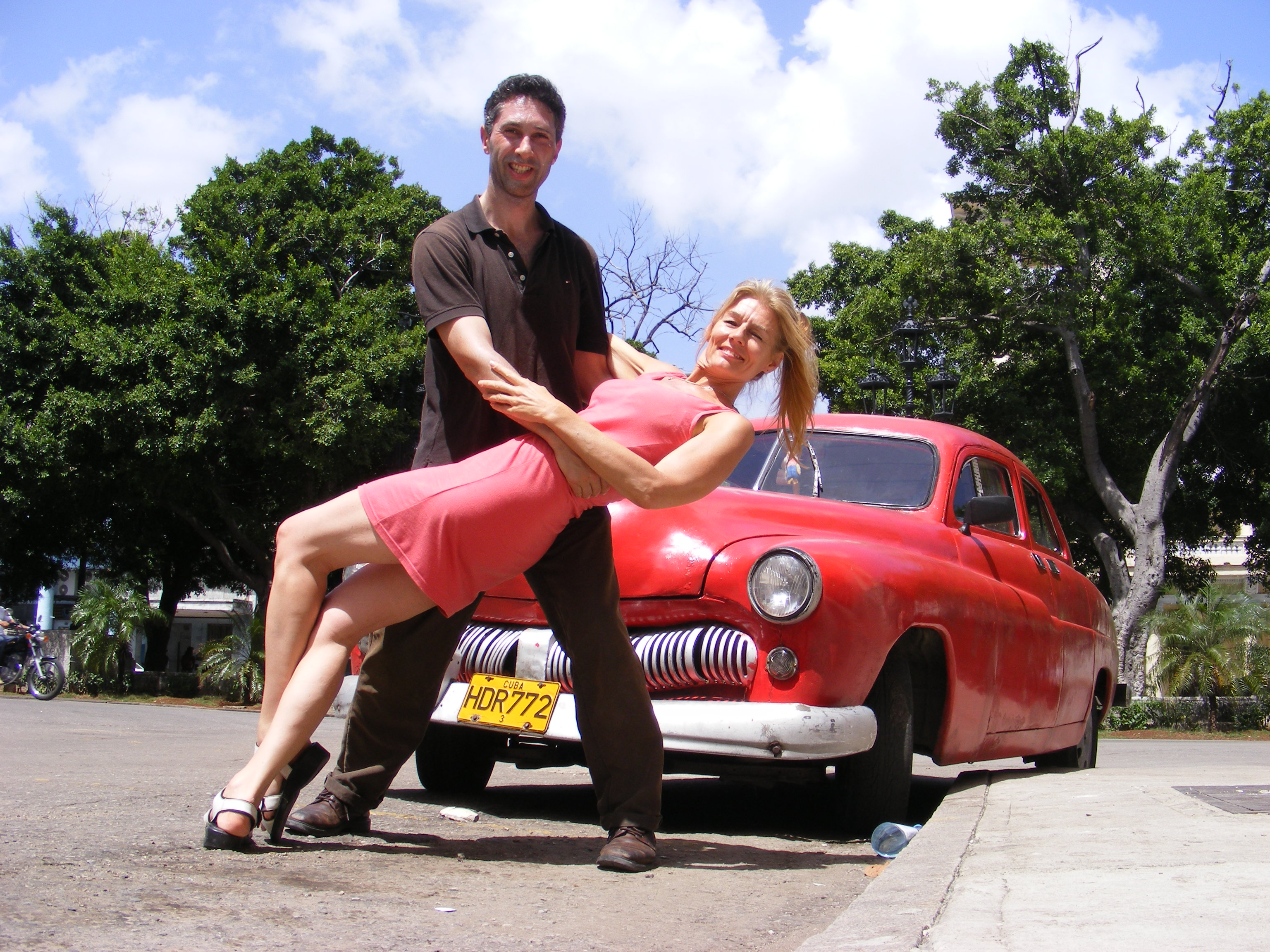
Salsa táncosok Kubában

## Története
A Kubában ösztönös, „elvek nélküli” táncok jellemzője a játékosság, a hétköznapi történések stilizált előadása. Az idők során a vallási rituálék táncából több mozgásforma társasági tánccá fejlődött.
New Yorkban, a „Spanish Harlem”, vagy ahogy ők nevezték, „El Barrio” a Salsa zene és tánc bölcsője. Itt merült fel az '50-es '60-as években, hogy a Casino (kubai eredetű körtánc) ösztönszerű rendezetlensége már nem elégítette ki a gomba módra szaporodó latin táncklubok igényeit, ezért létre kellett hozni egy új, tudatos táncot. Ekkor profi táncosok és koreográfusok kimunkálták az alapfigurákat, és a rumbától és mambótól kölcsönzött alaplépést, mely a tánc összes figurájában fellelhető, s ami aztán az összes ma ismert latin tánc alaplépésévé vált. Ez az „egy lépés előre… egy lépés hátra” volt a Cuban Rumba alap.
A salsára tehát eleinte mambót táncoltak (szünet-2-3-4 ritmusra), ami később egy plusz mozdulattal, a tap-pel egészült ki, mely segítette a táncosokat, hogy ne zenén kívül táncoljanak (tap-2-3-4 ritmus). A salsa tánc napjainkban bizonyára közelebb áll a Puerto Ricó-i bomba tradíciójához, mint a mambó/rumba hagyományhoz, mivel abban a pár forgásaival, egymással és a zenével versenyezve igyekszik csillogtatni ügyességét.

## Stílusok

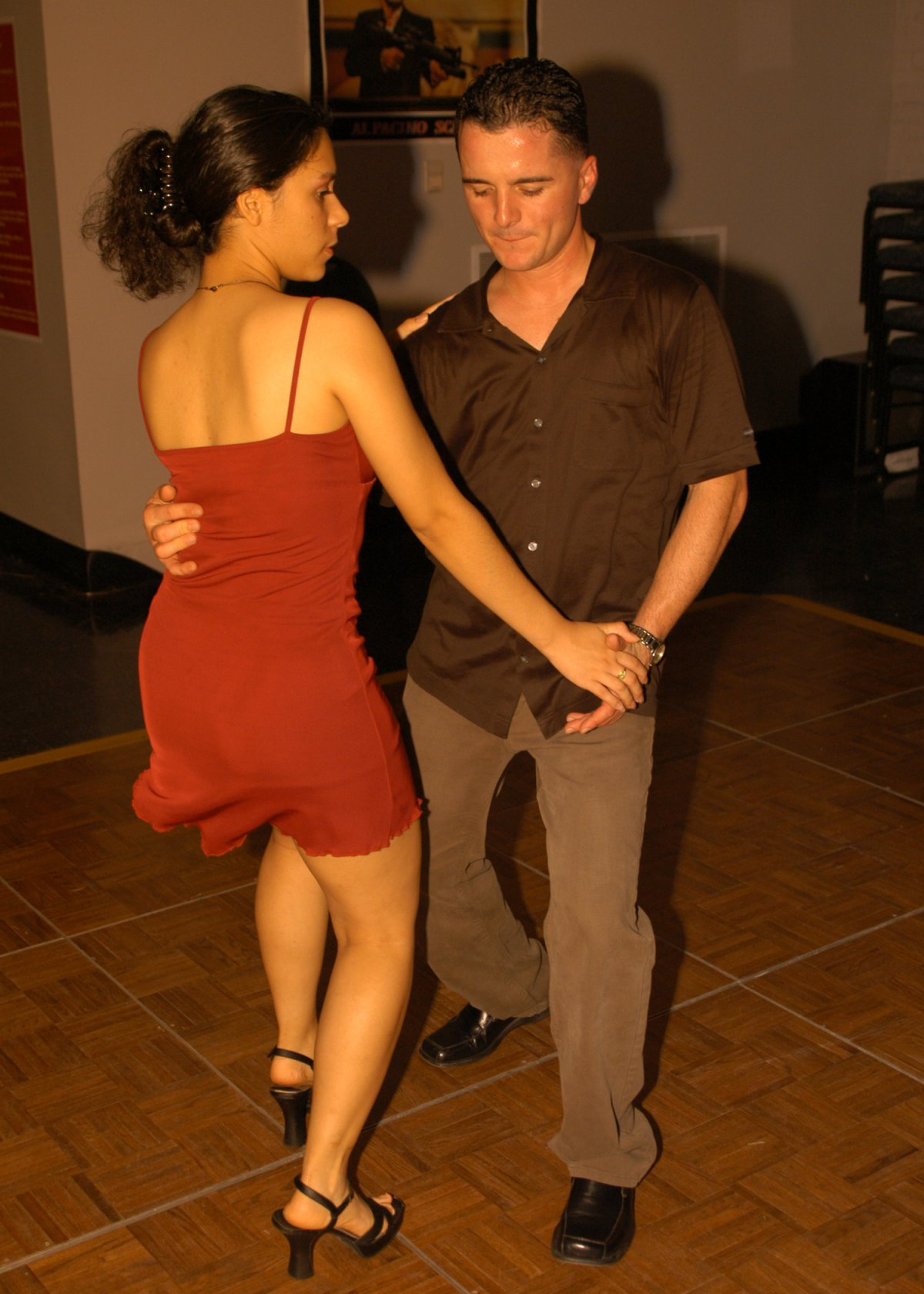
Salsázó pár, fordulat közben

### Kubai salsa
A ma ismert kubai salsa stílus figuraanyag lényegében néhány közkedvelt floridai salsaiskola gyűjtése, illetve annak továbbfejlesztése. A kubai salsára jellemző a természetesség, a vidámság, az egyszerű ritmus. A pár mozgása folyamatosan körkörös, táncirányok nélkül, amit az olykor a felismerhetetlenségig túlbonyolított virtuóz kézmozdulatok, és az afro testmozgás díszít. Ezt a stílust Magyarországon először Lili Garces, ma már a legismertebb kubai tánctanár, koreográfus, előadóművész vezette be, és Jose Rey a '90-es évek végén.

### Puerto Rico salsa
A kubai salsa mellett ez a másik tradicionális stílus. Jellemzők rá a könnyed, elegáns mozdulatok, a vonalmenti táncirányokat megtartó figurák, és a szinkrontánc (footwork shines). A Puerto Ricó-iak kevesebb forgással és több kifejező testmozgással táncolnak.

### New York salsa
New York Salsa (más néven mambó) néhány jelentéktelen megszokást leszámítva teljes egészében megegyezik a Puerto Ricó-i salsa stílussal. Kezdetben mindkettőt kizárólag "on2", azaz a zenei második ütésre elkezdett alaplépéssel táncolták, amely a korábbi klasszikus mambó hagyatéka. A '90-es évektől a világszerte szétszóródott tánctanárok és táncosok a New York Salsa népszerűsítésének érdekében a stíluselemeket megtartva létrehozták a New York Salsa "on1" átiratát, azaz a zenei "egyre" táncoló továbbfejlesztett változatot. Vonalmenti táncirányokat megtartó figurák jellemzik, ez a legelegánsabb, legdinamikusabb stílus, amelyet mégis hallatlan kifinomultság jellemez. Lendületes, laza mozdulatok, a gyors dupla és tripla forgások és a kifinomult lábtechnikák (footwork shines) jellemzőek rá. Népszerűségét főként Eddie Torresnek (The Mambo King) köszönhetjük, aki először kezdte el a számolásos rendszerű tánctanítást a New York-i Puerto Ricó-iak körében. Magyarországon ezt a stílust először Szőnyi Levente (SalsaLevi), majd Franklin Camilo vezették be a '90-es évek végén.

### Kolumbiai salsa
A salsák közt a kolumbiai stílus egy valóságos különcnek számít. Külsőre egyáltalán nem hasonlít az előbbi négy kategória kubai rumba-alapú táncaihoz, mivel Kolumbiában az amerikai salsa hullám megérkezésekor a saját, szökdelésekkel tarkított 6/4-es ütemű népitáncukat alakították át az új 4/4-es zenére. Így egy gyors lépésekkel mozgó és tüzes salsa stílust kifejlesztve ma a kolumbiai salsa számít a legegyedibb és egyben a legkevésbé elterjedt stílusnak.

### Los Angelesi salsa
A Los Angeles-i salsa stílus a legfiatalabb a salsa stílusok között, a New York-i salsa formai vonásait megtartva a '90-es évek vége felé önálló karaktert alakított ki magának az akrobatikus elemek alkalmazásával. Eleinte a N.Y. stílus 1-re táncolt feldolgozásának volt tekinthető. Eredete miatt előfordulhat, hogy egyes helyeken még mindig 2-re táncolják. A Los Angeles-i salsára a showtánc stílus a legjellemzőbb, melyet nem elsősorban a táncpartner örömére, hanem inkább a táncoló párt körülvevő nézőközönség lenyűgözésére táncolnak. Így a látvány fokozására sorozatos ejtésekkel, dobásokkal és átfordításokkal tűzdelik tele figuráikat.

### Rueda
Teljes nevén Rueda de Casino a salsa figuráit alkalmazó körtánc. A párok a kört alkotva, a vezető vezényszavára szinkronban táncolják a figurákat, gyakran párcserével, összefonódásokkal, ami látványossá teszi a közös táncot.
A rueda változatai:
1. Cuban-style „Rueda de Cuba” – Az eredeti rueda, a casino-ra jellemzően nem sok kötöttséggel.
2. Miami-style „Rueda de Miami” – Sok kidolgozott figurával, a Rueda de Cuba és a Los Angeles stílus ötvözete.
3. A Fülöp szigeteken 2005-től egy helyi változat is kialakult, Ronda de Salsa néven.

## Magyarországon
A rendszerváltás után a Budapesten élő kubaiak hatására kezdett el terjedni ez az ismeretlen tánc. Az első rendszeres salsa táncestek az Almássy téri szabadidőközpontban voltak, majd itt 1999-ben a Salsa Viva Táncverseny is megrendezésre került, ami nagy impulzust adott a magyarországi salsa életnek, összefogva az eddig egymást nem ismerő táncosokat. Ezután sorra nyíltak a tánciskolák, és 2006-tól az ország nagyobb városaiban is tanulható ez a tánc.